# عنطيط
عِنْطِيط (الاسم العلمي onitis)، جنس حشرات من الجعليات وينتمي إلى الفصيلة العليا الجعلاوات.